# Panaxia venus
Panaxia venus är en fjärilsart som beskrevs av Prittwitz 1867. Panaxia venus ingår i släktet Panaxia och familjen björnspinnare. Inga underarter finns listade i Catalogue of Life.